# Фредериксен, Кристиан
Кри́стиан Ви́гё Фре́дериксен (дат. Christian Wigø Frederiksen; 31 января 1965, Копенгаген) — датский и норвежский гребец-каноист, выступал за сборные Дании и Норвегии в середине 1980-х и на всём протяжении 1990-х годов. Серебряный призёр летних Олимпийских игр в Барселоне, шестикратный чемпион мира, победитель многих регат национального и международного значения. Также известен как гребец-марафонец.

## Биография
Кристиан Фредериксен родился 31 января 1965 года в Копенгагене. Активно заниматься греблей начал в раннем детстве, проходил подготовку в клубе гребли на байдарках и каноэ «Нибро-Фуро» в городе Скёрпинге. На протяжении большей части своей спортивной карьеры, начиная с юниорских соревнований, выступал вместе с напарником Арне Нильссоном.
Первого серьёзного успеха на взрослом международном уровне добился в 1986 году, когда попал в основной состав датской национальной сборной и побывал на чемпионате мира в канадском Монреале, откуда привёз награду бронзового достоинства, выигранную в зачёте двухместных каноэ на дистанции 10000 метров. Год спустя на мировом первенстве в немецком Дуйсбурге уже обогнал всех своих соперников и завоевал тем самым золотую медаль. Благодаря череде удачных выступлений удостоился права защищать честь страны на летних Олимпийских играх 1988 года в Сеуле — в двойках совместно с Нильссоном занял восьмое место в заезде на 500 метров и четвёртое в гонке на 1000 метров.
В 1989 году Фредериксен выступил на чемпионате мира в болгарском Пловдиве, где одержал победу сразу в двух дисциплинах, в двойках на тысяче и десяти тысячах метров. В следующем сезоне на мировом первенстве в польской Познани защитил чемпионское звание в двойках на десяти километрах. Будучи одним из лидеров гребной команды Дании, благополучно прошёл квалификацию на Олимпийские игры 1992 года в Барселоне — в двойках на пятистах метрах финишировал в финале пятым, тогда как на тысяче метрах в паре с Нильссоном показал в решающем заезде второй результат, уступив только немецкому экипажу Ульриха Папке и Инго Шпелли.
Получив серебряную олимпийскую медаль, Фредериксен остался в основном составе датской национальной сборной и продолжил принимать участие в крупнейших международных регатах. Так, в 1993 году он представлял страну на домашнем чемпионате мира в Копенгагене, где в программе двухместных каноэ трижды поднимался на пьедестал почёта: взял серебро на пятистах метрах, а также золото на километре и десяти километрах, став таким образом шестикратным чемпионом мира. В 1996 году отправился выступать на Олимпийских играх в Атланте, на сей раз стартовал в одиночках на пятистах метрах отдельно от Нильссона, в итоге пришёл к финишу шестым, немного не дотянув до призовых позиций.
Впоследствии принял норвежское гражданство и на дальнейших регатах представлял Норвегию. В частности, в составе норвежской сборной отправился на Олимпиаду 2000 года в Сиднее, где стартовал в одиночках на дистанциях 500 и 1000 метров — в первом случае дошёл лишь до стадии полуфиналов, в то время как во втором показал в финале пятый результат.
Помимо участия в спринтерских соревнованиях по гребле, Кристиан Фредериксен на протяжении всей своей карьеры регулярно принимал участие и в марафонских соревнованиях. Он является двукратным чемпионом мира по марафонской гребле (1990, 1992) и единожды серебряным призёром (1988).